# Lützows wilde verwegene Jagd
Lützows wilde verwegene Jagd ist ein deutscher patriotischer Stummfilm von Richard Oswald aus dem Jahre 1927. In der Titelrolle ist Arthur Wellin zu sehen, seinen treuen Mitkämpfer, den Freiheitshelden Theodor Körner, verkörpert Ernst Rückert.

## Handlung
Der 1813 spielende Film, inspiriert vom nahezu gleichnamigen, sechsstrophigen, patriotischen Gedicht Theodor Körners, Lützows wilde Jagd (ebenfalls 1813), hat den Kampf der Freiheitshelden gegen die napoleonischen Besatzer und Okkupanten unter der militärischen bzw. geistigen Führung Major Lützows und Körners zum Inhalt. Erzählt wird einerseits von Körners kurzer aber intensiver Liebe zur Wiener Schauspielerin Toni Adamberger, die am Burgtheater zu reüssieren versucht, und, als Episode, eine Begegnung auf dem Schlachtfeld mit der „Heldenjungfrau“ Eleanore Prochaska, einem an Jeanne d’Arc angelehnten, einfachen Mädchen aus dem Volke. Andererseits konzentriert sich die Geschichte aber hauptsächlich auf den Freiheitskampf des deutschen Volkes gegen Napoleon Bonaparte im besagten Jahr 1813.
Im Zentrum des militärischen Geschehens steht Körners Teilnahme im Lützowschen Freikorps in jenem Entscheidungsjahr, zugleich seinem Sterbejahr 1813. Dabei wird der heroische Aspekt, sein übergeordneter Einsatz für die Befreiung Deutschlands von der Fremdherrschaft, hervorgehoben. Als Randfiguren treten geistige und kulturelle Größen jener Jahre auf wie Johann Wolfgang von Goethe und Ludwig van Beethoven, aber auch die politischen Kontrahenten Napoleons, die Staatenlenker Kaiser Franz I. von Österreich, Fürst von Metternich und König Friedrich Wilhelm III. Der psychologischen Durchdringung der beiden Hauptfiguren dieser Geschichte wird einiger Raum eingeräumt.

## Produktionsnotizen
Lützows wilde verwegene Jagd entstand im Januar und Februar 1927 in Berlins Maxim-Film-Studios und wurde am 21. Februar 1927 der Zensur vorgelegt. Angesichts des stark patriotischen Inhalts hatte Oswalds Inszenierung keinerlei Probleme bei der Freigabe. Noch am selben Tag konnte der Streifen uraufgeführt werden und wurde auch für die Jugend freigegeben.
Ernst Stern, Chefbühnenbildner unter Max Reinhardt, entwarf sowohl Filmbauten als auch die umfangreichen Kostüme.

## Kritik
„Wohltuend wirkte es, daß Oswald sich klugerweise fern von einseitigem Hurra-Patriotismus hielt und den Hauptwert auf die seelischen Konflikte der einzelnen Personen legte.“